# Семидворье (Московская область)
Семидворье — деревня в Наро-Фоминском районе Московской области, входит в состав сельского поселения Волчёнковское. Численность постоянного населения по Всероссийской переписи 2010 года — 1 человек, в деревне числятся 2 улицы. До 2006 года Семидворье входило в состав Назарьевского сельского округа.
Деревня расположена в юго-западной части района, на безымянном левом притоке малой речки Березовки (приток реки Ильятенка), примерно в 12 км к востоку от города Верея, высота центра над уровнем моря 201 м. Ближайшие населённые пункты — Васильчиново в 1 км на восток и Роща в 1,2 км на юг.